# Guzzini Challenger 2013
Il Guzzini Challenger 2013 è stato un torneo di tennis facente parte della categoria ATP Challenger Tour nell'ambito dell'ATP Challenger Tour 2013. È stata l'11ª edizione del torneo che si è giocata a Recanati in Italia dal 15 al 21 luglio 2013 su campi in cemento e aveva un montepremi di €30,000+H.

## Partecipanti singolare

### Teste di serie
| Nazionalità | Giocatore       | Ranking* | Testa di serie |
| ----------- | --------------- | -------- | -------------- |
| Giappone    | Gō Soeda        | 124      | 1              |
| Romania     | Marius Copil    | 132      | 2              |
| Italia      | Flavio Cipolla  | 147      | 3              |
| Francia     | Josselin Ouanna | 161      | 4              |
| Francia     | David Guez      | 170      | 5              |
| Argentina   | Facundo Bagnis  | 186      | 6              |
| Cile        | Jorge Aguilar   | 190      | 7              |
| Argentina   | Renzo Olivo     | 206      | 8              |

- Ranking al 9 luglio 2013.

### Altri partecipanti
Giocatori che hanno ricevuto una wild card:
- Facundo Bagnis
- Salvatore Caruso
- Flavio Cipolla
- Gianluigi Quinzi

Giocatori che sono passati dalle qualificazioni:
- Alessandro Bega
- Aslan Karacev
- Luca Vanni
- Adelchi Virgili

Giocatori che hanno ricevuto un entry con un protected ranking:
- Stefano Travaglia

## Vincitori

### Singolare
Thomas Fabbiano ha battuto in finale  David Guez con il punteggio di 6–0, 6–3

### Doppio
Ken Skupski /  Neal Skupski hanno battuto in finale  Gianluigi Quinzi /  Adelchi Virgili 6–4, 6–2